# Sheena 667
Pour plus de détails, voir Fiche technique et Distribution.
Sheena 667 (Sheena 667) est un film russe réalisé par Grigori Dobryguine, sorti en 2021,,,.

## Fiche technique
- Photographie : Mikhaïl Kritchman
- Décors : Andreï Ponkratov, Ouliana Polianskaia